# Горайський Юрій Володимирович
Ю́рій Володи́мирович Гора́йський (31 липня 1977, с. Біла Тернопільського району Тернопільської області — 4 березня 2016, під Докучаєвськом Донецької області) — український громадсько-політичний діяч, підприємець, військовик, стрілець-регулювальник комендантського відділення комендантського взводу комендантської роти, матрос 73-го морського центру спеціальних операцій (Очаків). Голова Збаразької районної державної адміністрації (травень 2014 — квітень 2015). Герой України.

## Життєпис
Юрій Горайський народився в с. Біла поблизу Тернополя. Тривалий час проживав з батьками в обласному центрі. Після закінчення Тернопільської гімназії імені І. Франка, вступив до Тернопільського національного економічного університету (нині — Західноукраїнський національний університет), де здобув вищу економічну освіту.
Займався бізнесом. Належав до впливової на Збаражчині бізнес-родини. Підприємницька діяльність була пов'язана з баром у Збаражі та аграрним бізнесом в одному із сіл району.
У травні 2014 року за квотою партії УДАР призначений головою Збаразької районної державної адміністрації, хоча не був членом цієї політичної сили. Займав цю посаду 11 місяців. Допомагав військовим у зоні АТО як волонтер. За час його перебування на посаді запустив роботу Зарубинецького спиртзаводу, вперше за 20 років відшукав кошти на ремонт районного будинку культури. Попри прохання і протести активістів Президент України Петро Порошенко 21 квітня 2015 звільнив Юрія Горайського з посади голови РДА.

### В АТО
Через тиждень після звільнення з посади Юрій Горайський відбув добровольцем на передову, з травня по вересень 2015 року служив у секторі «М» під Маріуполем. У січні 2016 підписав контракт на військову службу. На місцевих виборах у жовтні 2015 року висувався кандидатом на посаду міського голови Збаража від партії «Добрий самарянин». 8 жовтня 2015 став ініціатором звернення до Президента України щодо звільнення голови Збаразької районної державної адміністрації Анатолія Качки із займаної посади, як неефективного керівника району та співучасника злочинів. Однак петицію підписали тільки 10 осіб.

### Загибель
Під час розвідки на Маріупольському напрямку передовий дозор «морських котиків», у якому був Юрій Горайський, вийшов на висоту в районі міста Докучаєвська, де наштовхнувся на диверсійно-розвідувальну групу противника. В результаті ближнього бою Юрій Горайський разом з побратимом з Одещини 27-річним Олександром Хмеляровим отримали смертельні поранення. Основна частина розвідгрупи 73-го Центру прийшла на допомогу та вступила у бій, згодом підійшли підрозділи 72-ї ОМБр. Під вогневим прикриттям загиблих і поранених евакуювали. За даними радіоперехоплення, противник втратив 30 бойовиків.
Під час зустрічі в Тернополі тіла загиблого чоловіка вдова не захотіла бачити при цьому голову Тернопільської ОДА Степана Барну та наступника Юрія на посаді голови РДА Качку. Тіло загиблого зустріли вранці 6 березня у Збаражі. Похований 7 березня на міському цвинтарі. Поховали Юрія Горайського поруч із Героєм Небесної сотні Устимом Голоднюком.

### Родина
Одружився у 18 років. Разом з дружиною Наталею виховував двох доньок — Ярину (19 років) та Мирославу (13 років).

## Нагороди
- Звання Герой України з удостоєнням ордена «Золота Зірка» (15 вересня 2020, посмертно) — за особисту мужність і героїзм, виявлені у захисті державного суверенітету та територіальної цілісності України, самовіддане служіння Українському народові[20]
- Орден Богдана Хмельницького III ст. (8 квітня 2016, посмертно) — за особисту мужність і високий професіоналізм, виявлені у захисті державного суверенітету та територіальної цілісності України, вірність військовій присязі[21]
- почесний громадянин Тернопільської області (26 серпня 2022, посмертно)[22].

## Вшанування пам'яті
- 7 березня 2016 року на Тернопільщині оголошено днем жалоби за Юрієм Горайським.
- 19 серпня 2016 року Тернопільська міська рада присвоїла звання «Почесний громадянин міста Тернополя» (посмертно)[23].